# ウイグル料理

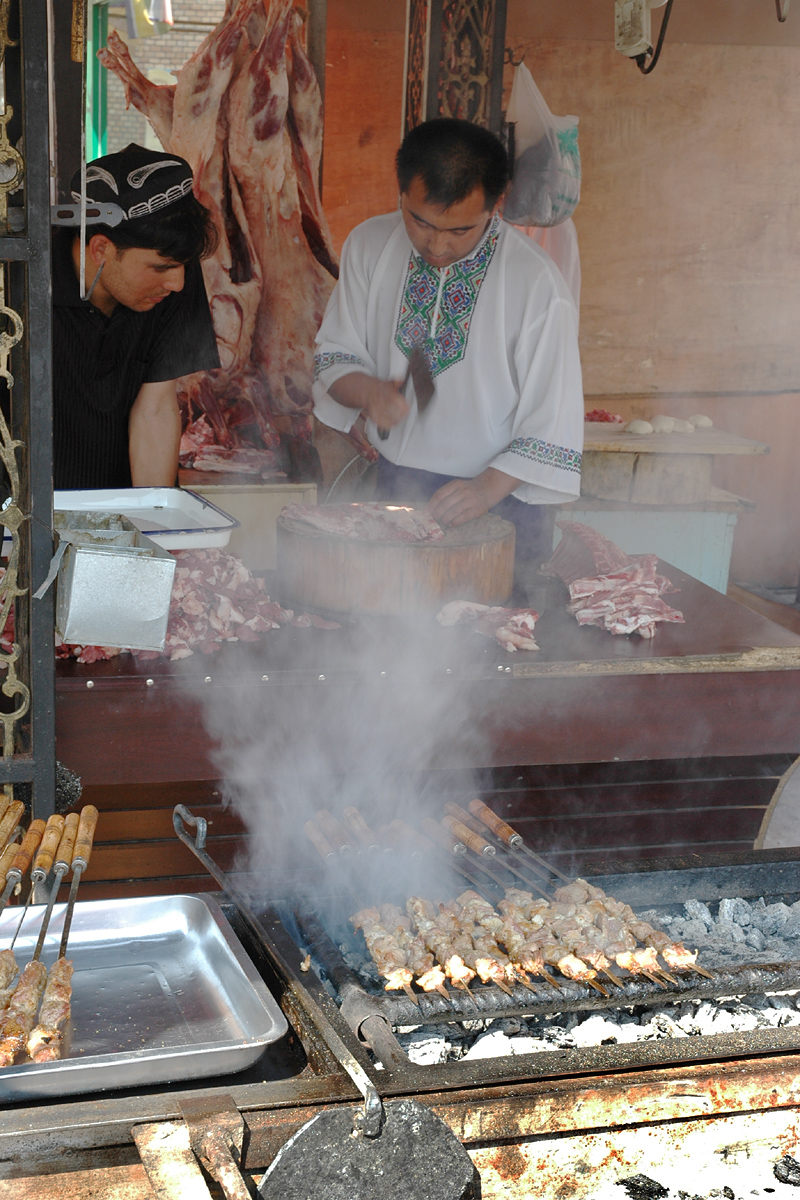
ジク・カワープを調理するウイグル人

ウイグル料理（ウイグルりょうり、ウイグル語: ئۇيغۇر تائاملىرى / Uyghur Taamliri / Уйғур Таамлири）は、新疆ウイグル自治区を中心に生活するウイグル人の民族料理である。

## 概要
ウイグルの食文化は、オアシスの農耕と牧畜、およびテュルク（トルコ）系民族の歴史が基盤になっている。特に、地理的にも隣接するウズベク人やカザフ人と共通した料理が多い。また、食材、調味料、調理法などに、回族や漢族からの影響も見られる。
ウイグル料理は清真料理（ムスリムの料理）であり、必ずハラールの食材を用いる。その意味で、中国料理の地域区分として、漢族やシベ族などのムスリムでない民族を含め、27にも及ぶ多民族の料理を内包する新疆料理（中国語「新疆菜」）とは、正確には異なる概念である。しかし、新疆ウイグル自治区の人口の46%を占め、最も比率が高いウイグル族の料理がその代表として取り上げられ、混同されることは少なくない。また、ウイグル料理の名称のいくつかは、漢語やペルシア語と共通し、あるいはそれらを語源としているが、必ずしも料理の発祥などの歴史を正確に示すものではない。また、語源が同じ言葉を使っていても、漢族の料理とは素材や風味が異なることも多い。
ウイグル人の喫食は、一度にまとまった量を食べる「食事」のタマク (tamaq、تاماق) と、紅茶を中心にナンや果物、ナッツなどを軽く食べる「喫茶」のチャイ (chay、چاي) に大別される。主食は小麦と米で、トウモロコシなども補助的に食べる。肉類は羊肉が主に食され、牛肉や鶏肉もよく用いられる。地方によっては鹿肉や鳩などの野鳥も食用にされる。野菜も豊富に用いる。 トマト、ニンジン、タマネギ、大根、ナス、カッコウアザミなどがよく使われる。香辛料としては、トウガラシ、クミンが多用され、ショウガ、花椒、フェンネル、カルダモンなども用いる。同じテュルク系民族であるトルコのトルコ料理と比べると、味付けや調理法に類似点はあるが、トルコ料理のように魚介類を多用せず、トルコよりも限られた種類の野菜や果物を工夫して用いるなどの相違点もある。
ウイグル人は、独自の経験的知識の積み重ねなどから得たウイグル医学という体系を持っており、これに基づいて、健康維持のための一種の薬膳料理の体系を持っている。生薬を茶に加えて飲んだり、イチジクなどのジャムや各種のナッツを炒って作る粉状の食品を積極的に摂取して、栄養の偏りがないようにし、ヨーグルトや季節の果物をよく食べることで、長寿を得ている。
なお、テュルク系のムスリムであるウイグルには酒の文化もあり、ザクロなどの果物を原材料とした酒類も醸造する。しかし、イスラム教のクルアーン（コーラン）で飲酒を禁じているため、禁酒するウイグル人も少なくなく、飲酒にも節度が求められる。

## 歴史
テュルク系遊牧民であるウイグル（回紇、回鶻）は4世紀ごろから中国史上に現れ、唐代の745年にはモンゴル高原にウイグル可汗国（回鶻）を建国した。遊牧民族であるウイグルは家畜を主な食料とし、その乳から作る乳製品（酪や馬乳酒）も重要な食料であった。このような遊牧を基本とした食生活は、モンゴル高原から南下して甘粛省に移り住んだウイグルの子孫と考えられるユグル族にまだ見られる。
840年にウイグル可汗国が崩壊すると、大多数のウイグル人は中央アジアや天山山脈北東に移動し、カラハン朝や天山ウイグル王国を築いた。この両国が数世紀にわたってタリム盆地を2分して支配したため、タリム盆地のテュルク化は一気に進んでいった。
現在の東トルキスタン（新疆ウイグル自治区）は、南部のタリム川流域、ホータン周辺などの地域が肥沃であり、各種の果物が取れたことから、徐々に各地に定住するようになり、中東からもたらされていた小麦の他、粟、えんどう豆などの栽培をするようになった。6世紀ごろの干ばつでいったん廃墟となったホータン周辺であるが、もともとはオアシスがあって都市国家が繁栄していた。現在、石臼なども出土しているため、この頃までに小麦栽培が行われていたことが窺える。また、トルファン周辺などでは仏教に帰依する者もいたが、その場合は精進料理を受け入れたと考えられる。
ウイグル人は1060年代にイスラム教を国教として受け入れ、コーランに示された規律にしたがって飲食を含む全ての生活を行うようになったが、この頃まで小麦粉を主食とし、羊肉や野菜を食べる農耕主体の生活に移っていた。1074年に完成した『テュルク語大辞典』には、小麦粉で作る各種のパンが13種記載されており、また、すいとん、麺類、きび飯、穀物と肉を使った腸詰なども食べられていたことが記述から分かっている。
タリム盆地はシルクロードが通っている場所であることから、唐代以降東から伝えられた中国の各種食品、調味料、炒め物などの調理法の影響を受けて多様性を持ち、現在のウイグル料理、あるいはウイグル人の食生活の姿になったと考えられる。また、近年はキルギス共和国など、旧ソ連の一部となっていた地域から、間接的にロシアの食品も入って来ている。

## 主な料理

### 小麦料理

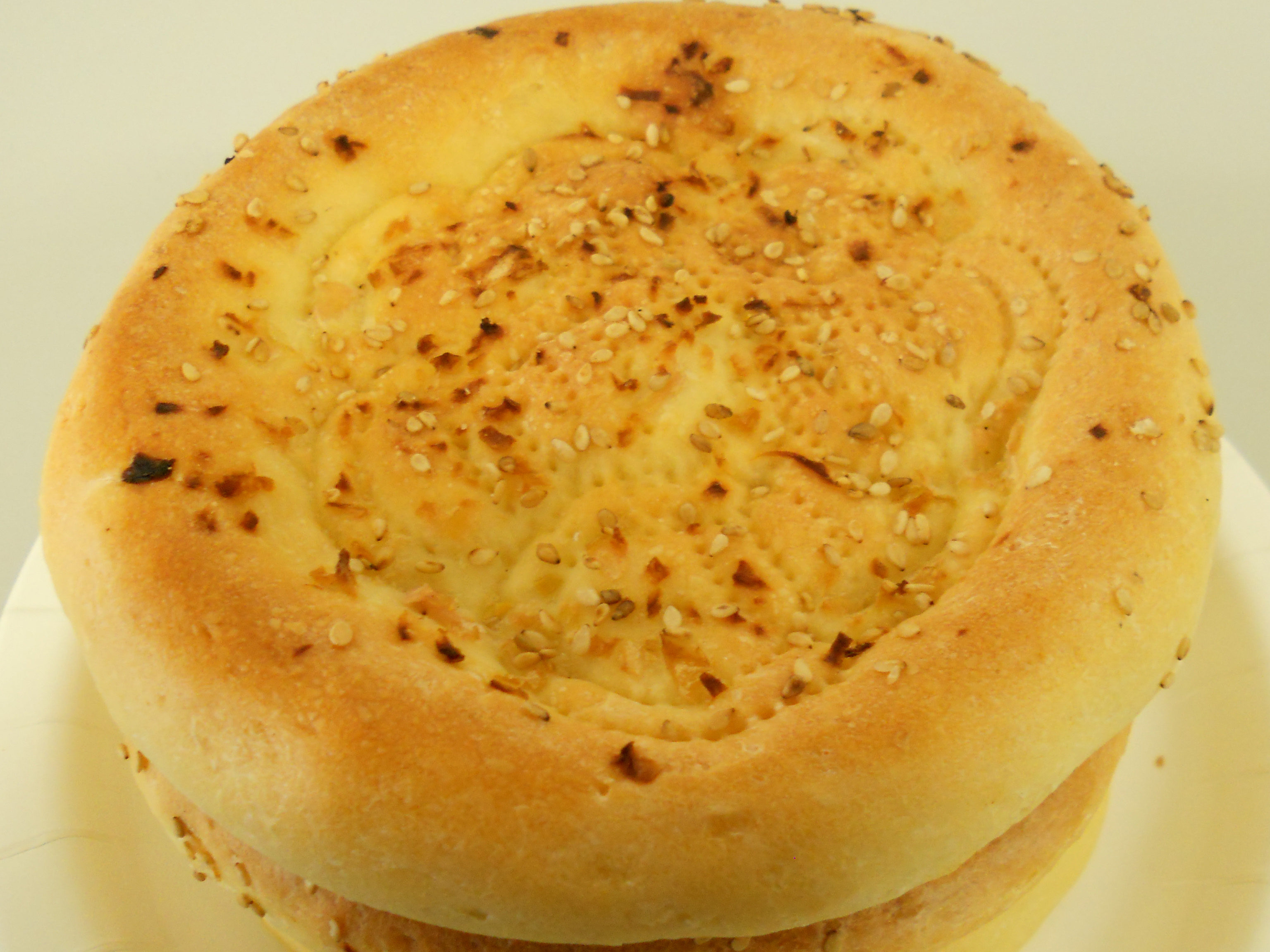
ナン

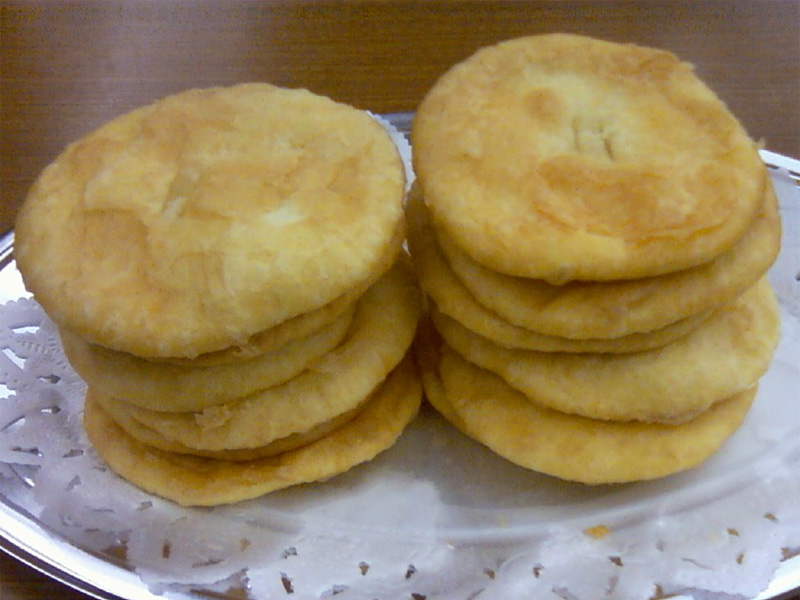
ポシュカル

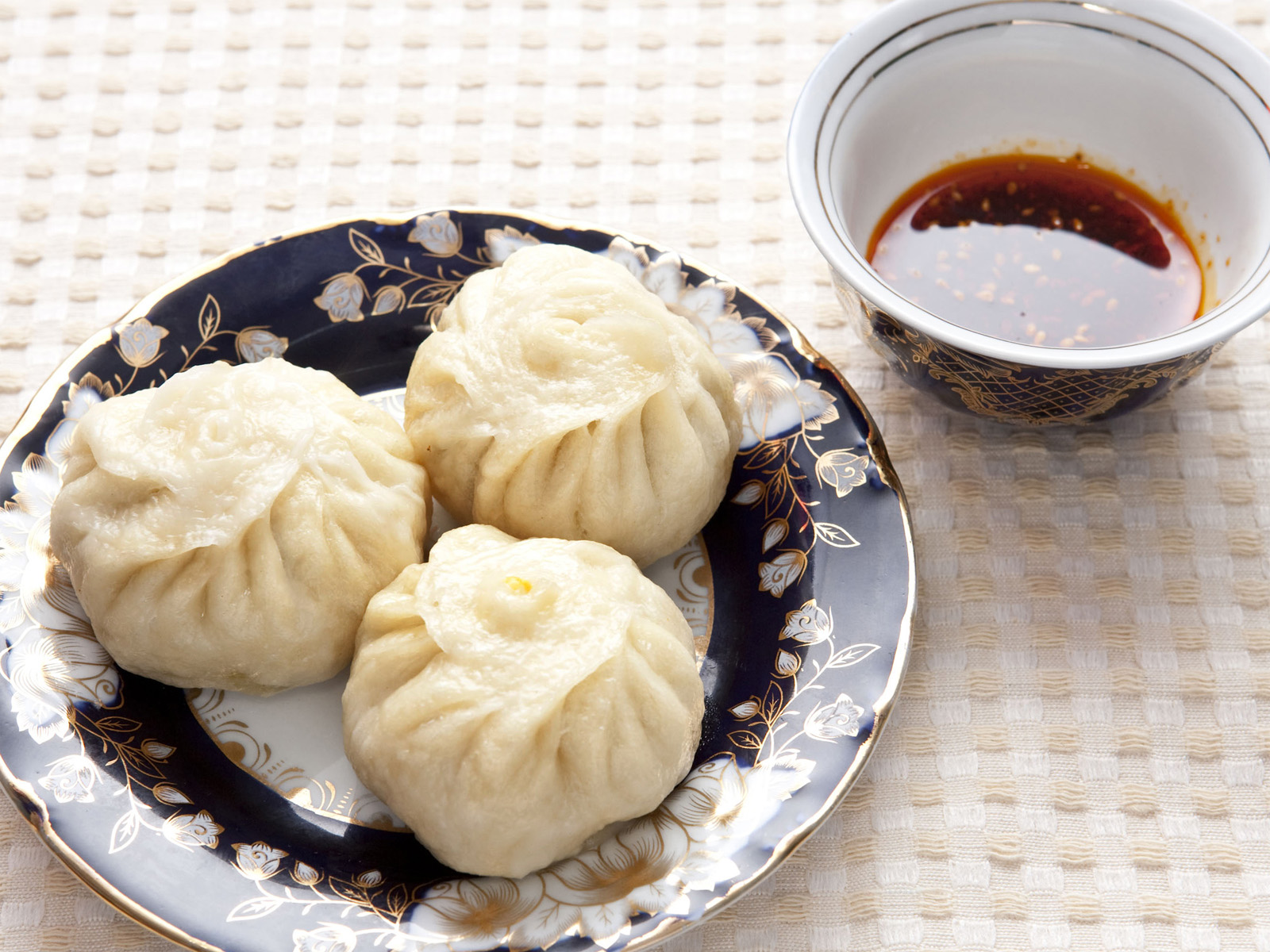
マンタ

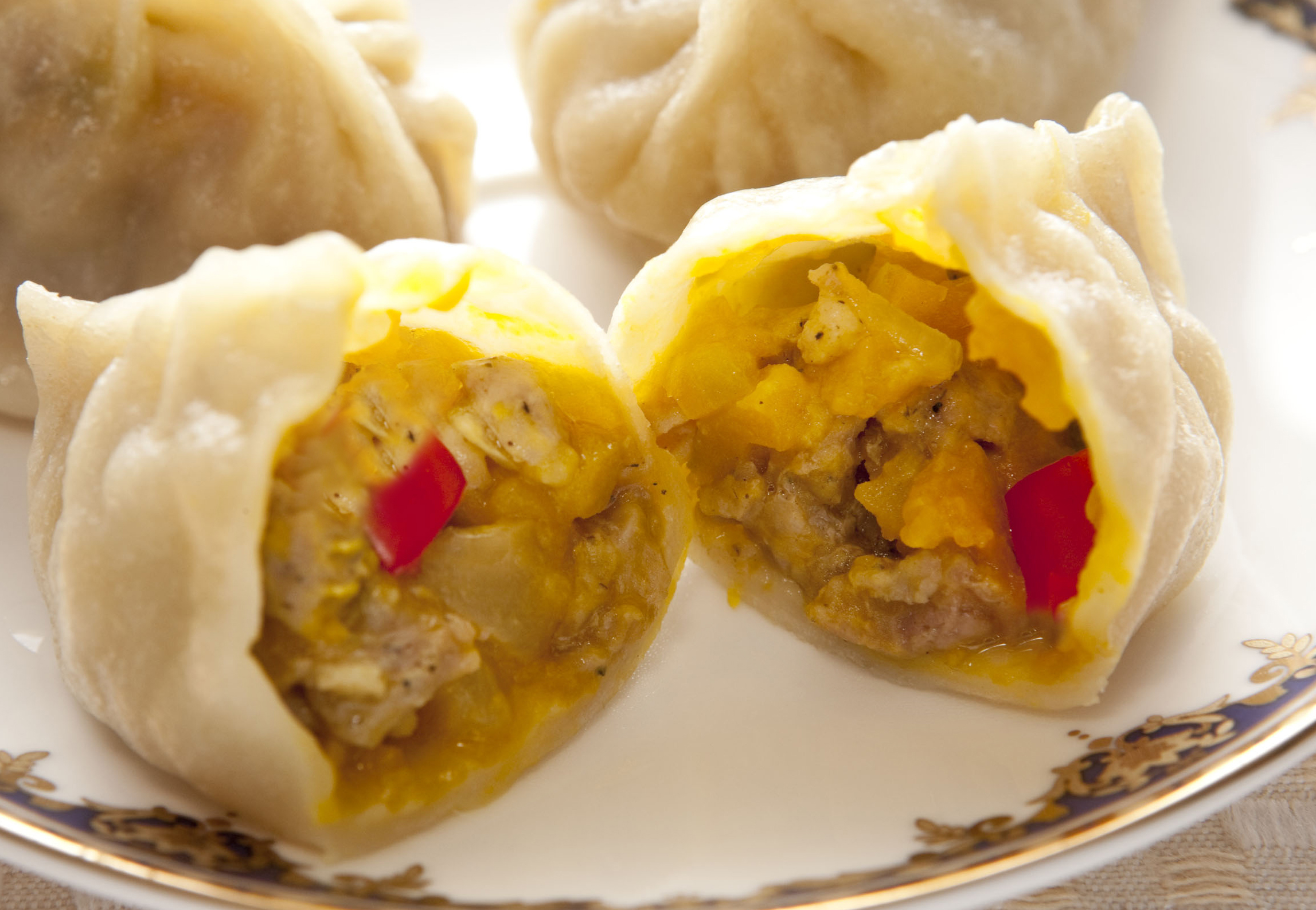
カワ・マンタ

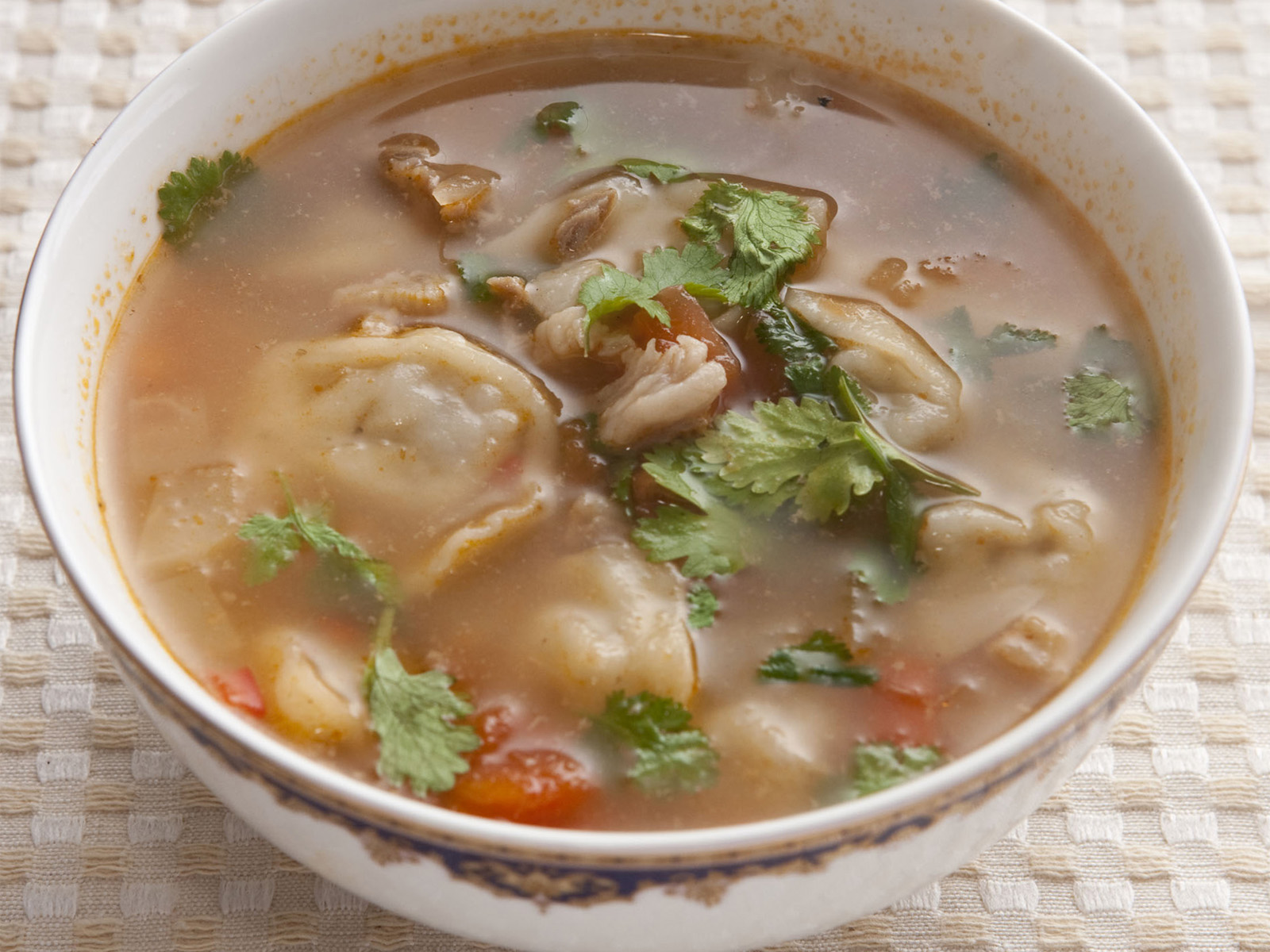
チョチュレ

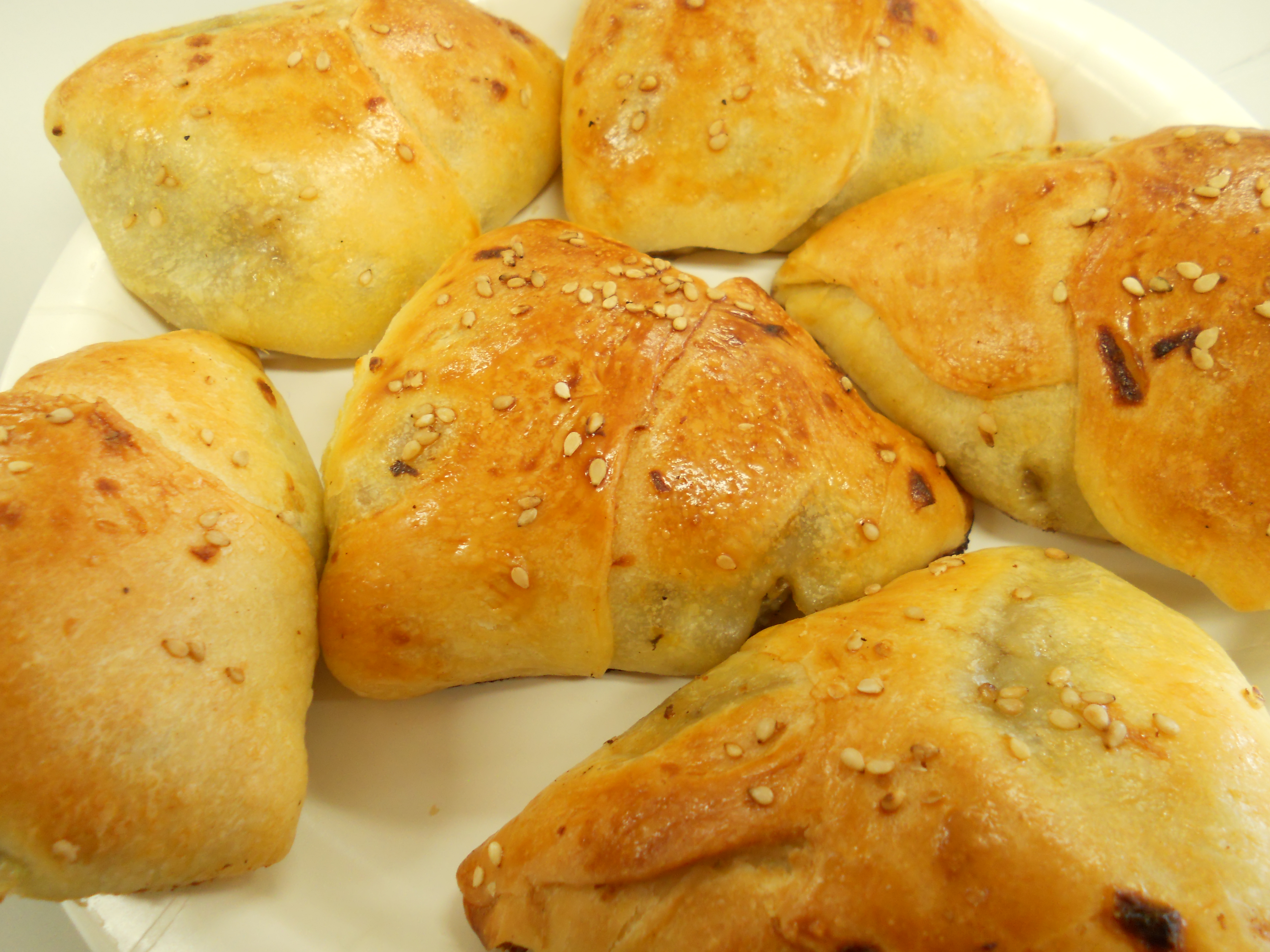
サムサ

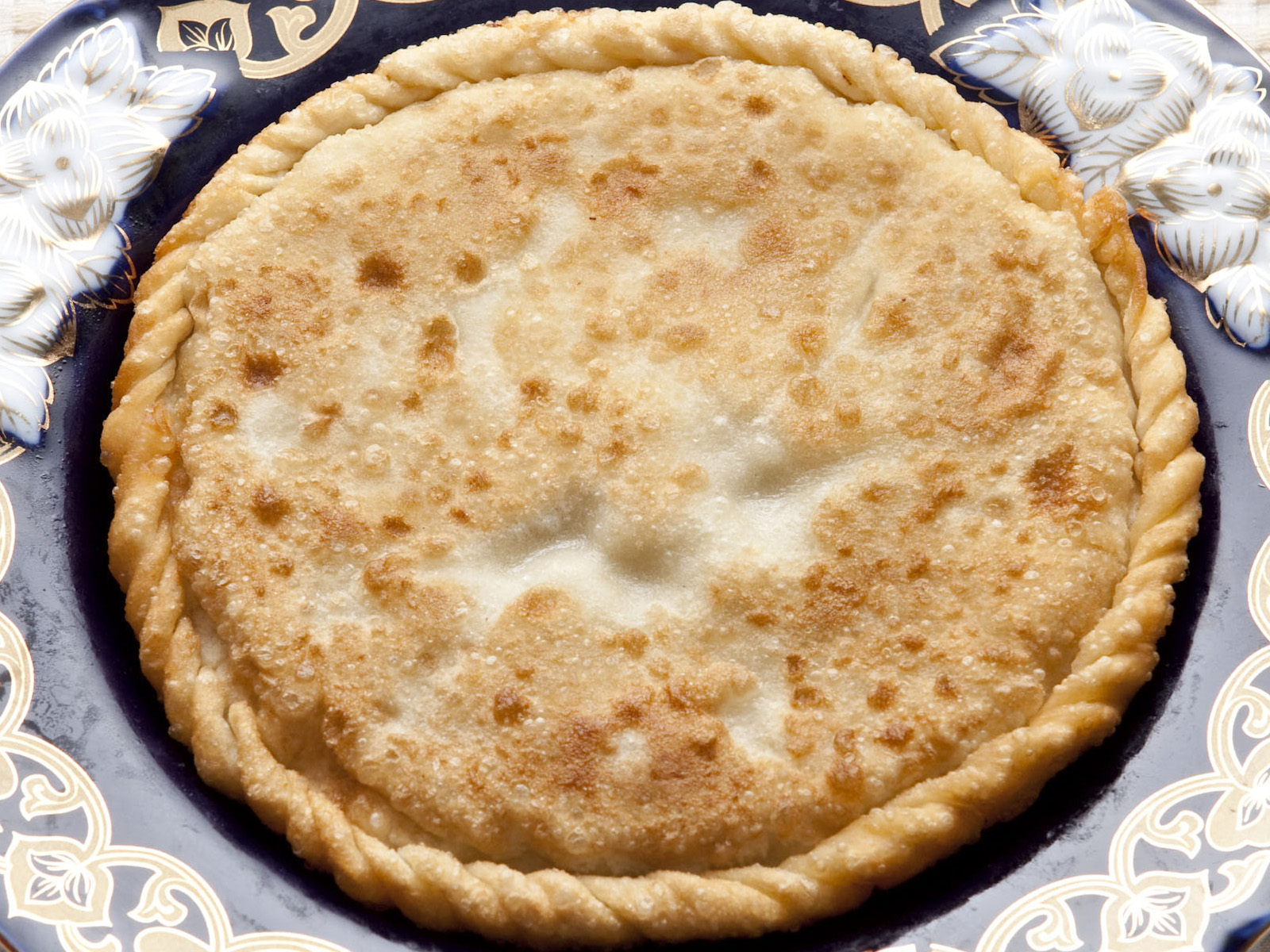
ゴシナン

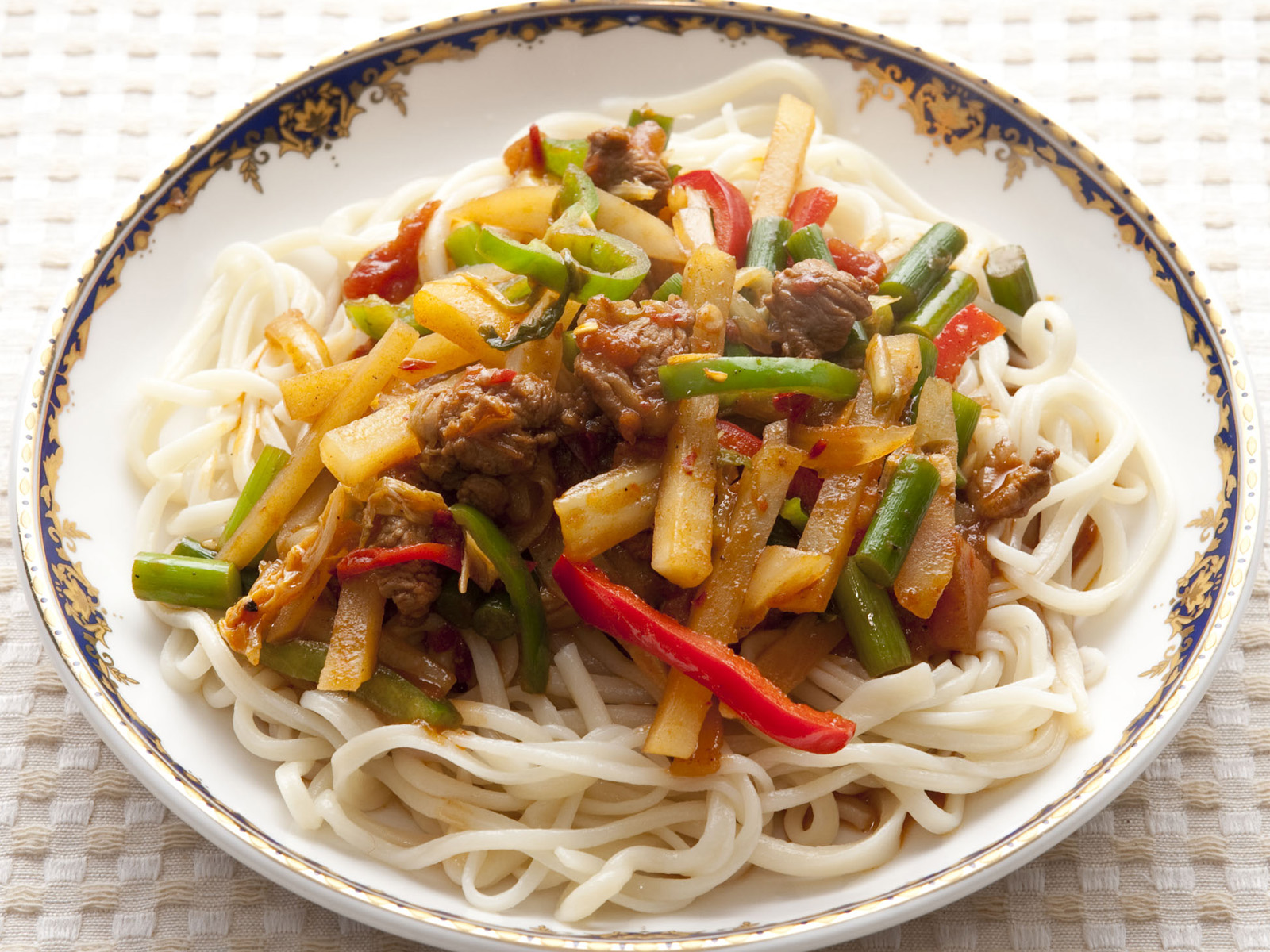
ラグメン

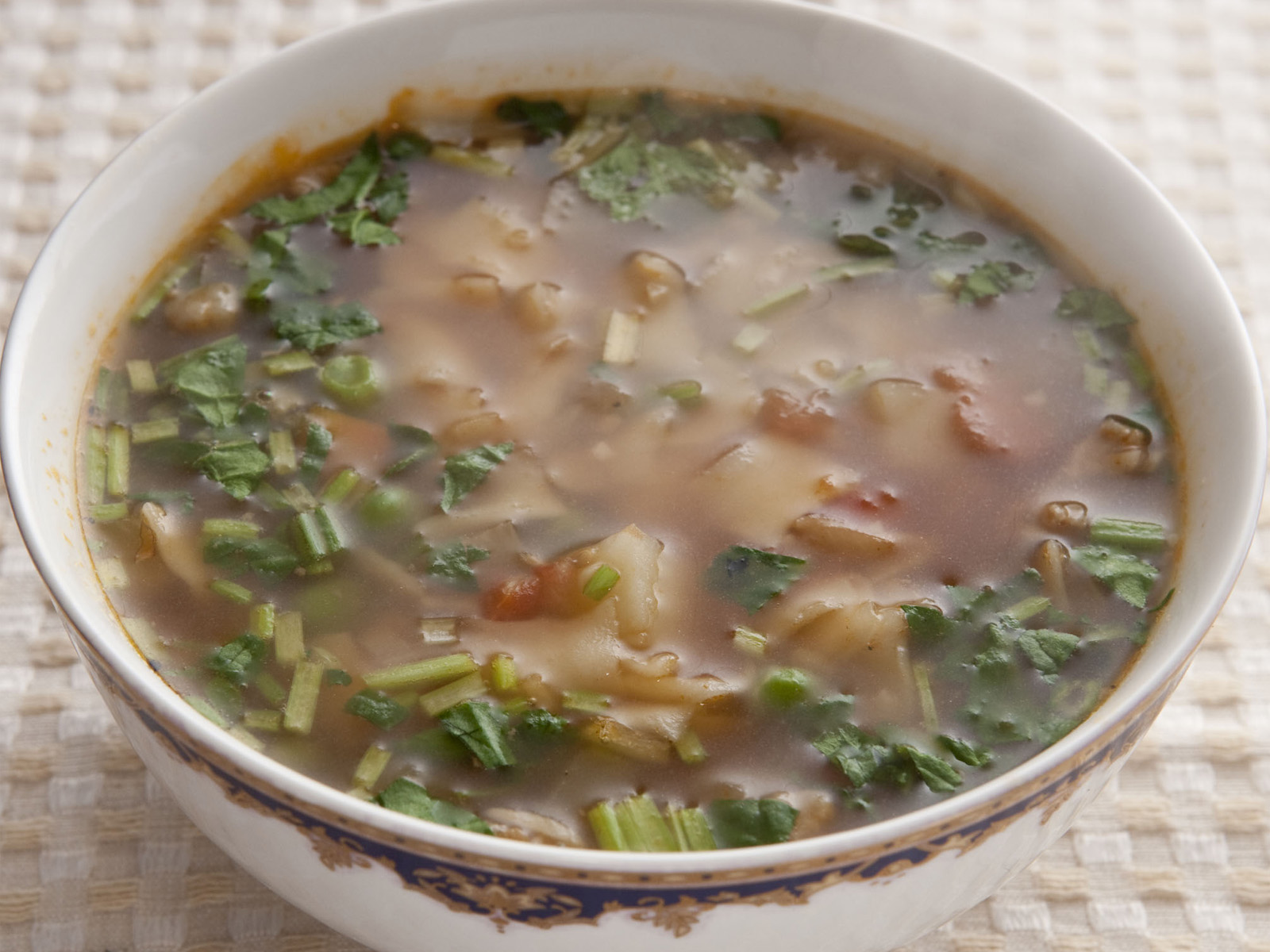
スイカシ

- ナン（nan、نان） - 焼いて作るパンの総称であるが、生地を円盤状にのばし、ゲズネ（gezne、گەزنە）と呼ばれる板を使ってトヌル（tonur、تونۇر）と呼ばれるかまどの内側に貼り付けて焼くものが主流。大きなものはカクチャ（kakcha、كاكچا）、小さなものはトカチ（toqach、توقاچ）と呼ばれる。模様を押し入れたものはアク・ナン（aq nan、اق نان）と呼ばれる。家庭の食卓の上に常時保管され、基本的に茶やスープと共に食べる。硬くなりやすいため、割ってからこれらに漬けて食べることも多い。
- ザグラ（zaghra、زاغرا） - トウモロコシで作った、トルティーヤのようにパリパリのパン。
- シルマン（shirman、شىرمان） - ウイキョウ（フェンネル）を入れた大きなパン。法事の際に食べる。
- ポシュカル（poshkal、پوشكال） - 発酵させた生地に塩を加えて丸く成形し、中央に二本の切れ目を入れて揚げる揚げパン。法事の際にも調理される。漢族の長い揚げパン「油条子（yóutiáozi）」もユタザ（yutaza、يۇتازا）と称して食べる。
- サンザ（sangza、ساڭزا） - ねじり揚げうどん。トウガラシを錬りこむものもあるが、茶菓子、朝食として食べる。中国語の「饊子（sǎnzi）」が語源。
- マンタ（manta、 مانتا） - 肉・野菜などで作った具を生地で包み、蒸し上げた料理。中華まん（包子、パオズ）の一種で、語源も中国語の「饅頭（mántou）」。生地を発酵させたものをボルク・マンタ（boluq manta、بولۇق مانتا）、無発酵の生地を用いたものをペティル・マンタ（petir manta、پەتىل  مانتا）と呼ぶ。肉まんのゴシ・マンタ、ポロを包んだアシ・マンタ、カボチャを用いたカワ･マンタなどの種類がある。
- モモ（momo、مومو） - 具のない中華まん。マントウ。中国語の「饃饃（mómo）」が語源。チベット料理でモモは小さい肉まんを指す。
- ホーシャン（xoshang、خوشاڭ） - 揚げ肉饅頭をさらに蒸す料理。
- チョチュレ（chöchüre、چۆچۈرە） - 肉とタマネギやアルファルファなどの野菜で作った具を生地で小さく包んだものを、スープに入れたワンタンのような料理。手間のかかる料理であり、客人のおもてなし用にも調理される。中国語では音訳で「曲曲児」（qūqūr）と呼ぶことがある。
- サムサ（samsa、سامسا） - 煉瓦の釜で焼く羊肉の饅頭。インドのサモサより、むしろ台湾の「胡椒餅（hújiāobǐng）」に似るが、中国語で「烤包子（kǎobāozi）」と呼ばれる。
- ゴシナン（göshnan、گۆشنان） - フライパンで焼く、羊ミンチ肉を挟み込んだ平たい円盤状のミートパイ。回族や漢族は「肉餅（ロウビン、ròubǐng）」という名で類似のものを作っている。
- ラグマン（leghmen、لەغمەن） - まぜ麺。塩を加えた生地を両手でひき伸ばして作ったうどんの様な麺を釜ゆでし、トマト、タマネギなどの野菜と肉を炒めた具を作り、食べる時にあえる料理。中国語では「拌面（bànmiàn）」。食後に麺のゆで汁を飲む習慣がある。
- ユグレ（ügre、ئۈگرە） - 卵入りの生地で作った細い麺を、羊肉を長時間煮込んだスープに入れたラーメン風の料理。11世紀に編纂された『テュルク語大辞典』にも記載がある伝統料理。
- ボソ（boso、بوسو） - 焼きうどんの一種。四角く薄いうどんを使う。
- スイカシ（suyuqash、سۇيقاش） - 肉野菜のスープに、太い麺状に伸ばした生地を指で小片状にちぎって入れるすいとん。宴会の後の夜食などにも調理される。
- タルカン（talqan、تالقان） - 麦焦がし。チベットのツァンパ。

トルマル（turmal)
カッテリマ（katlima）
ヤップマナン（yapma nan）

### 米料理

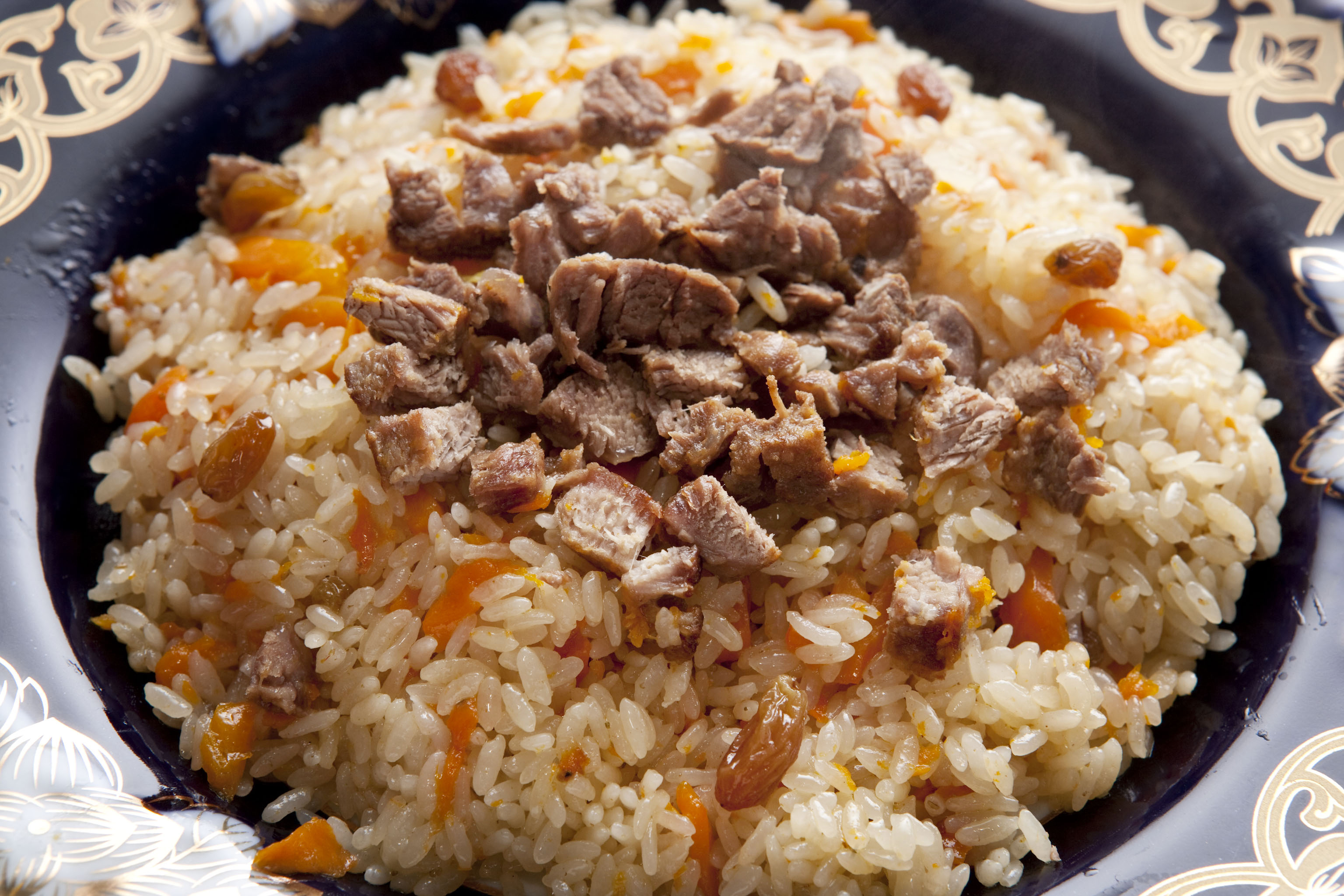
ポロ

- ポロ（polo、 پولو） - ピラフの一種。鍋で羊肉の塊と羊の脂肪、千切りのニンジン、タマネギを炒め、米と水を加えて煮たあと、鍋を布巾で包んで蒸らして作る。肉は途中で取り出し、米が煮えて蒸らす前に、干し葡萄と共に飯の上に乗せておく。食べる時にプレーンヨーグルト（ケティク、qétiq、قېتىق）をかけることもある。日常食される他に、結婚式などの祝いの時にも調理される。
- ショイラ（shoyla、شويلا） - ポロに似るが、水分を増やして作る粥。病人食や法事用料理として作る。
- ショウィギュリュチ（showigürüch、شوۋىگۈرۈچ） - 羊肉粥。米を加えたショルパ。麦粒も入れる場合がある。回族と共通の料理。
- ガンペン（gangpen、گاڭپەن） - 羊肉と野菜の炒め物などの具を載せたご飯。皿飯。中国語の「干飯」（gānfàn）を語源とする。

### 肉料理

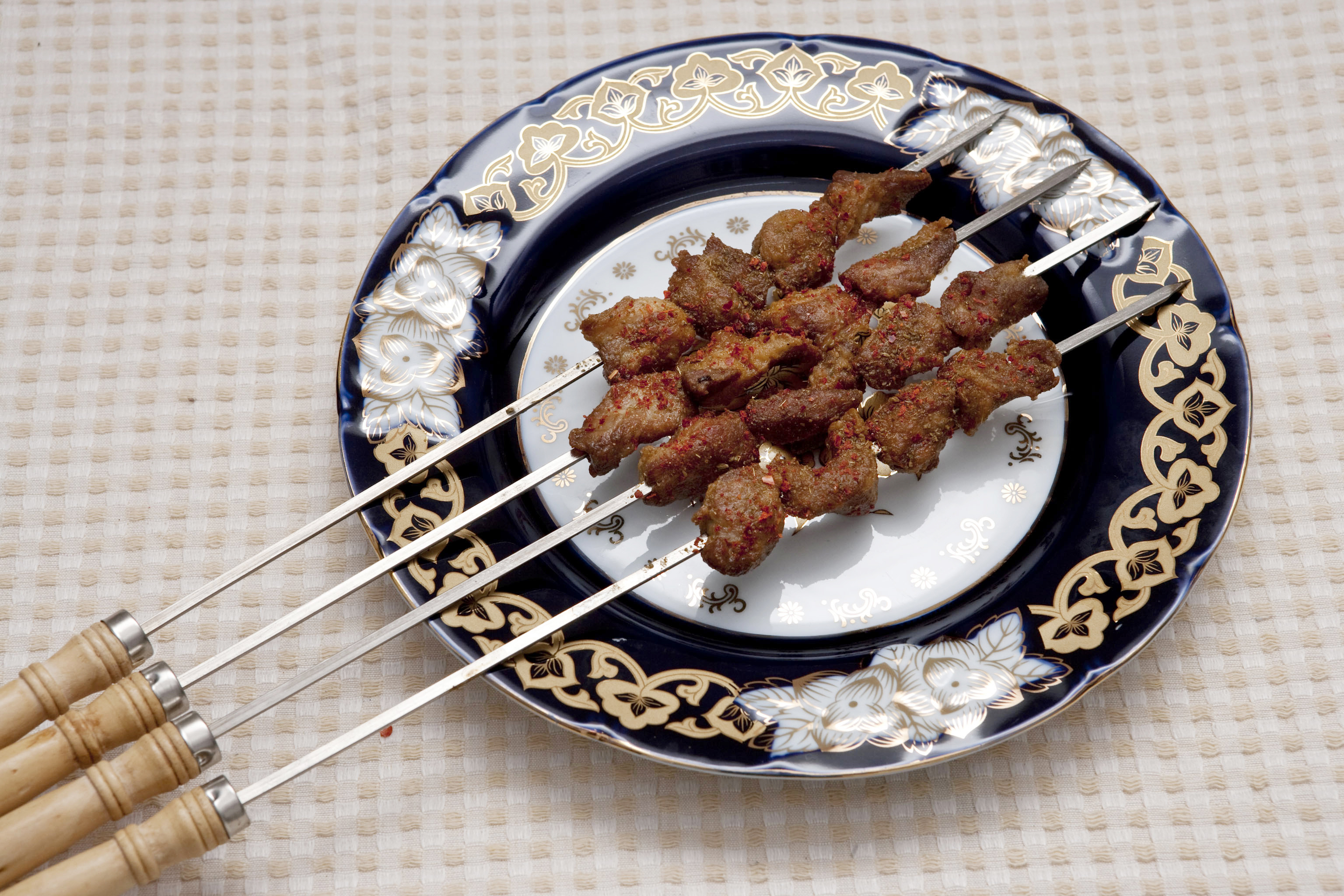
ジク・カワープ

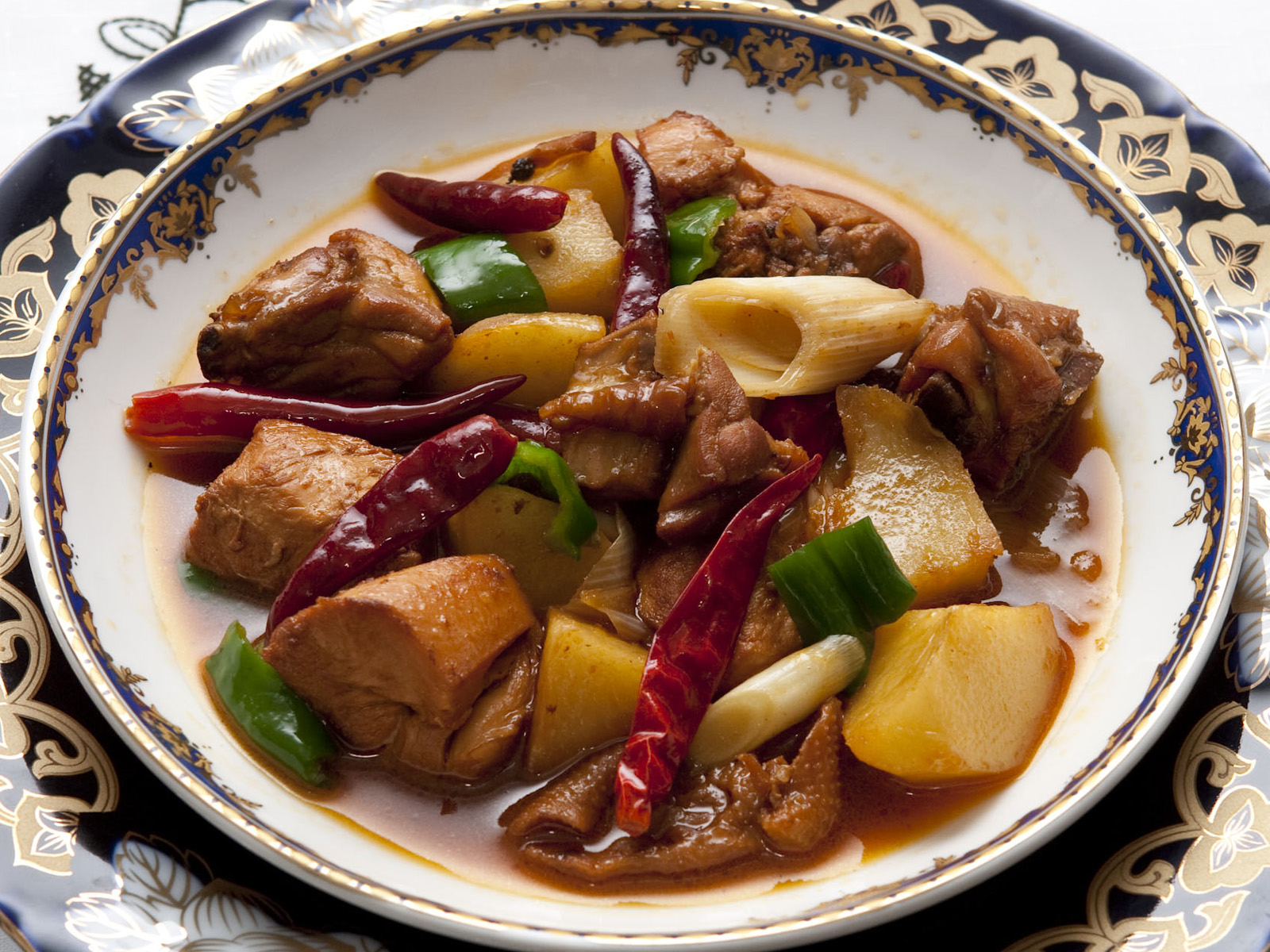
ダーパンジー

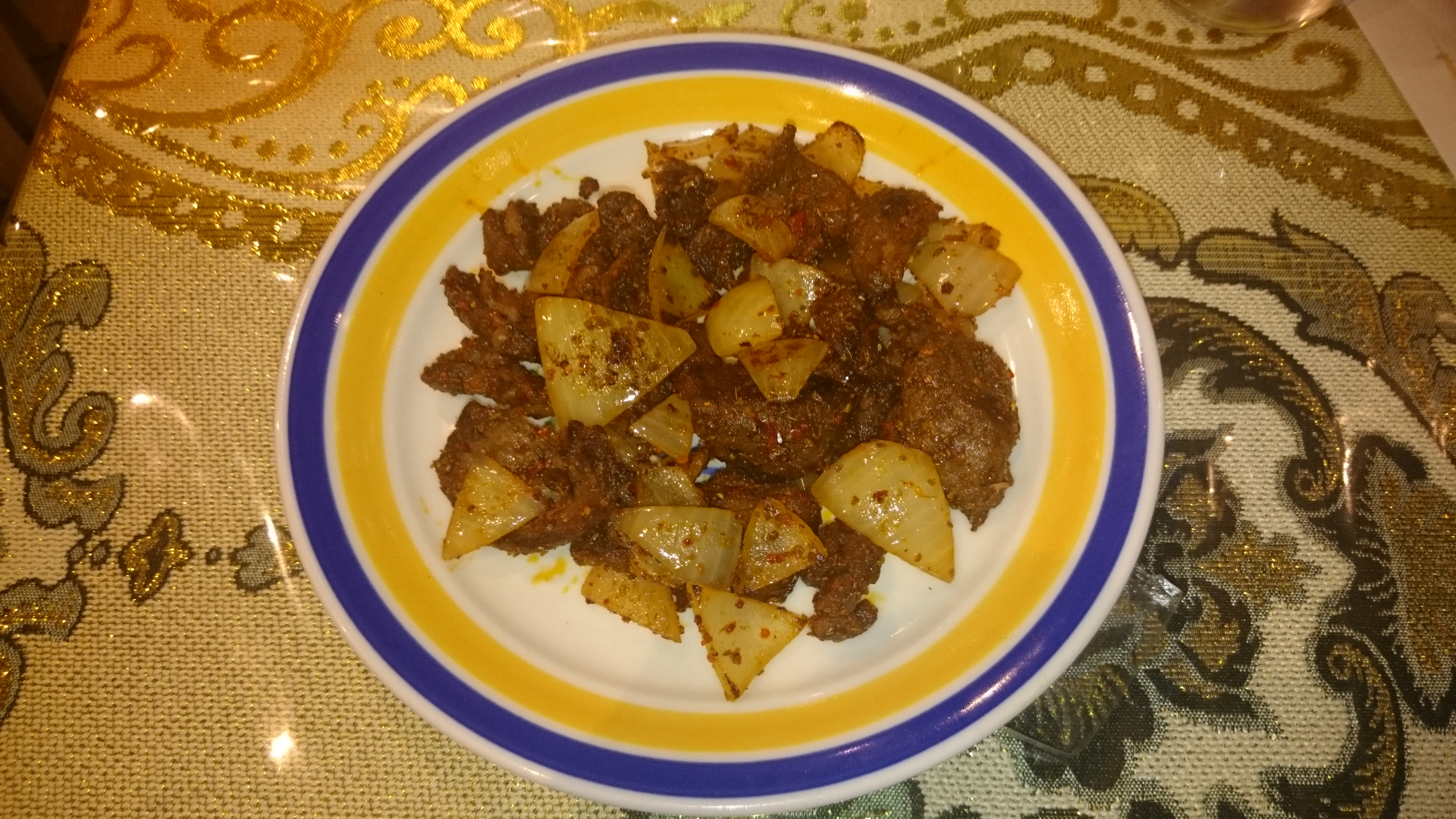
カザン カワープ

- カワープ（kawap、كاۋاپ） - ウイグル式焼肉の総称。代表的なジク・カワープの略称としても使われる。
- ジク・カワープ（zix kawap、 زىخ كاۋاپ） - 串焼肉。主に羊肉を使うが、各種の鳥肉の例もある。肉はタマネギや香辛料、時には卵黄も入れた汁に漬け込んでから焼く。また、串焼きの間にも直接塩や胡椒、クミン、トウガラシなどの香辛料をふりかけ、調味する。「烤羊肉串（kǎo yángròuchuànr）」として漢族にもよく知られている。串としてギョリュウ属の植物タマリクス・ラモシッシマ（Tamarix ramosissima、中国語「紅柳（hóngliǔ）」）の枝を使ったものが珍重されるが、多くは金属に置き換わっている。クチャ県にはメートルサイズの大串のものもある。
- トヌル・カワープ（tonur kawap、تونۇر كاۋاپ） - かまど焼肉。肉の塊に卵黄入りのたれを塗り、ナン焼きかまどを使って焼く。中国語で「馕坑烤肉（nángkēng kǎoròu）」。中でも2歳の子羊の丸焼きは、祭事や観光客向けの料理「烤全羊（kǎoquányáng）」として珍重されている。
- カザン・カワープ（qazan kawap、قازان كاۋاپ） - 鍋焼肉。羊肉を鍋で炒めて調理する料理。
- ボジャ（boja、بوجا） - 細長い干し肉。
- コルダク（qordaq、قورداق） - 羊肉のシチュー。
- ナリン（narin、نارىن） - 羊肉のミルクシチュー。
- オプケ・ヘスィプ（öpke-hésip、ئۆپكە-ھېسىپ） - 中に米や水溶き小麦粉などを詰めた羊の内臓のごった煮。
- ショルパ （shorpa、شورپا） - 羊肉のスープ。
- ダーパンジー（dapanji、داپانجى） - 鶏肉とジャガイモ、ピーマン、トマトなどの野菜を炒めた後、トウガラシなどの香辛料で煮た料理。漢語の「大盤鶏（dàpánjī）」が語源になっている。残り汁はゆでた平打ち麺にあえて食べることもある。

### 野菜料理
- ピントザ ハミセイ（pintoza hamsei） - 春雨と人参のサラダ

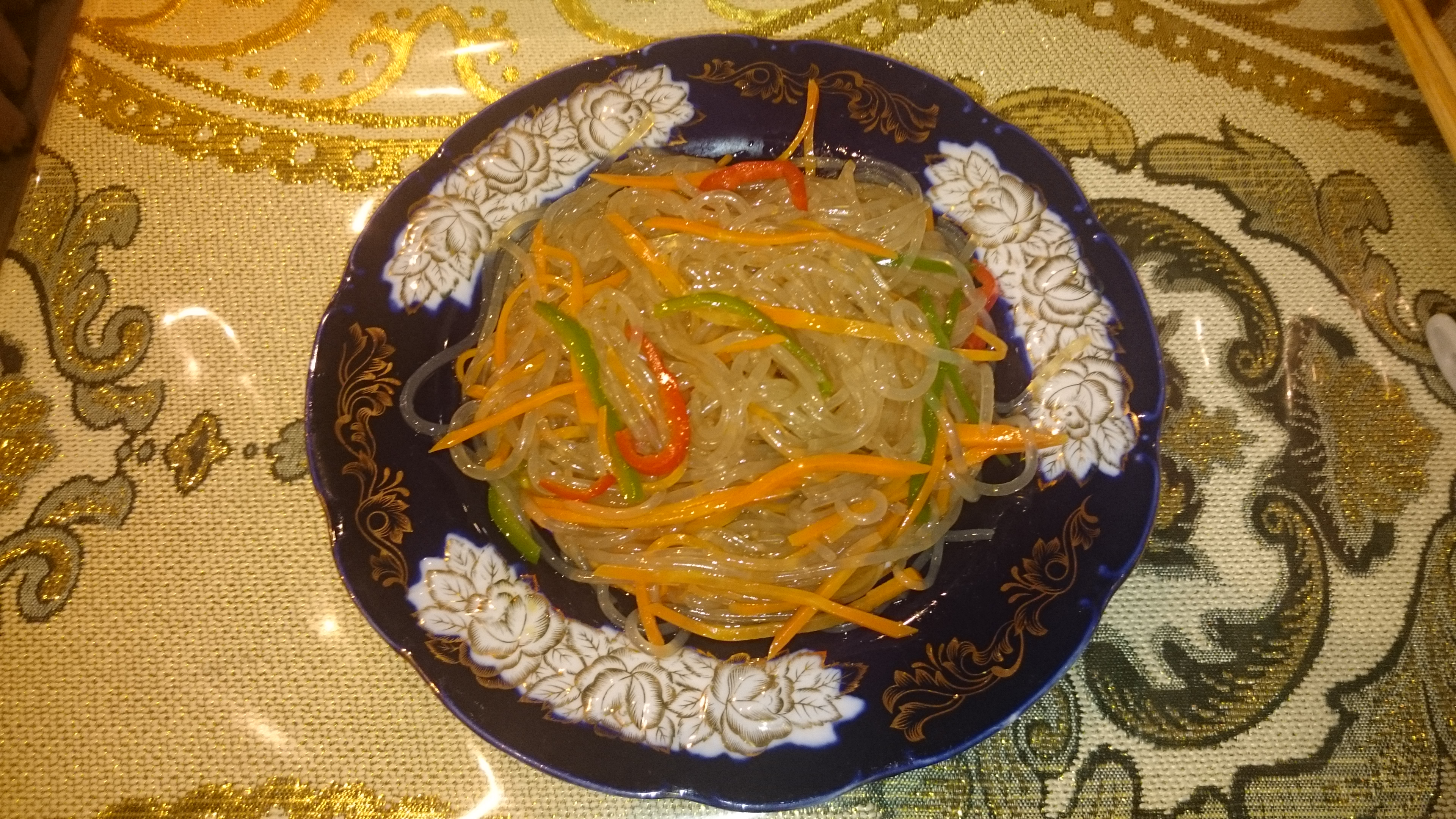
ピントザ ハミセイ

### 茶請け、菓子
- メゼ（meze、مەزە） - 茶請け、おつまみ。
- イミシ（yimish、يىمىش） - 果物 。ブドウ、アンズ、各種のマクワウリ、ハミウリ、スイカ、クワ、ザクロ、中国梨など。大型のものを除いて、ワザ（waza、ۋازا）と呼ばれる高杯（たかつき）に盛ってテーブルに置かれることが多い。
- カク（qaq、قاق） - ドライフルーツ。レーズン、干し柿、干しアンズ、干しイチジク、干しナツメなど。
- ギュルカク（gül qaq、گۈل قاق） - 果実の砂糖漬け。ナツメヤシ（ホルマ、xorma、خورما）、ナツメなどを甘く煮て干したもの。
- ナッツ。トガリスモモ（巴旦杏の種。バダム）、クルミ、ピスタチオ、ピーナッツ、カボチャの種など。
- ペチーネ（péchine、پېچىنە） - ビスケット、クッキー。家庭でもよく焼く。
- カトリマ（qatlima、قاتلىما） - ミルフィーユに似た層状のパイの一種。小麦粉の生地の間に油を塗り、麺棒で伸ばして作る。
- クイマック（quymaq、قۇيماق） - 砂糖をまぶした揚げ菓子の一種。小麦粉をこねて発酵させ、円盤状に作る。祭事の際などに用意する。
- サンブーサ（sambusa、سامبۇسا） - 砂糖をまぶした揚げ餃子。中身は塩味の肉やタマネギ。
- マハル（maxar、ماخار）- 甘く固いねじり揚げドーナツ。マーホアル。中国語の「麻花児（máhuār）」が語源。
- ハルワ（halwa、ھالۋا）- 小麦粉、羊の油、砂糖で作るアラビア由来のペースト状の菓子。

## 飲み物
- チャイ（chay、چاي） - 黒茶の一種の茯茶（ふくちゃ。カラチャイ、qara chay、قارا چاي）や磚茶（たんちゃ。ヒシチャイ、xish chay、خىش چاي）のほか、紅茶（シュトチャイ、shüt chay、شۈت چاي）を用いる。多くは塩味または砂糖味のミルクティーであるエッケンチャイ（etkenchay、ئەتكەنچاي）とする。香辛料を加えることもある。日に2度ほどティータイムを持つほか、接客、商談、儀式にも欠かせない。
- ラハプ（raxap、راخاپ） - 牛乳から作る、飲むヨーグルト。
- ドガプ（doghap、دوغاپ） - 氷入りの飲むヨーグルト。
- アイラン（ayran、ئايران） - 塩味の飲むヨーグルト。トルコでも一般的。
- クワス（kuwas、كۇۋاس） - ロシアの発酵飲料で微炭酸。名前の由来はロシア語の「квас」。
- 各種薬茶 - シナモン、クローブ、クミン、胡椒、ショウガなどの植物を加工して作るもので、健胃、消化促進、血行促進、保温、覚醒などの効果があると信じられている。
- ムセレシ（musellesh、مۇسەللەش） - 赤ワインに鹿茸（鹿の角のスライス）、サフラン、カルダモンなどを漬け込んだ薬酒。
- シャラプ（sharap、شاراپ） - 各種の果実酒。
- キミズ（qimiz、قىمىز） - 馬乳酒。馬の乳を皮袋に入れて発酵させた酒。11世紀の『テュルク語大辞典』にも記載がある。

## 食事の作法
- ラマザン（ramizan、رامىزان。断食月）には、病人や幼児などを除いて、日の出から日没まで断食をする。
- 手のかかる料理を作った時は、「イェニリク・トゥトゥシ（yéngiliq tutush、يېڭىلىق　تۇتۇش、お試し）」と称して近所や親戚におすそ分けする。
- 宴会が始まる前には茶を飲む。
- 食事の前に必ず手をよく洗う。水気を振り落としたりせず、タオルでよく拭く。
- 食事の前に、年長者が主導して、アッラーへの感謝の祈りを行う。
- 食べ物を受け取る時は必ず両手で受ける。
- ナンは必ず両手で割る。また、ナンを食べた際に生じたくずは散らすことなく、丁寧に集めてから捨てる。
- ポロは手で食べても良い。もともと手で食べる料理とされ、中国語では「抓飯（zhuāfàn）」（つかみ飯）とも訳されている。右手の人差し指、中指、親指だけを使う。肉料理も手で食べることがある。
- 食べ物を無駄にしない。特に自分の器に食べ物を残さない。
- たくさん分けられて食べ切れなかった物は、主人に対して器を両手で捧げ上げ、満腹であることと感謝を示す。
- 食後の祈りは、飲酒した際は行なわない。

## 他地域での普及
中国国内の中規模以上の都市には、ウイグル料理店（または新疆料理店）があることが多く、比較的普及度が高いエスニック料理といえる。ウイグル料理店では、店頭の窓口でナンの販売もしていることが多く、漢族も朝食用などによく買っている。店がない場合でも、屋台でジク・カワープを焼いて供する姿は各地で見ることができ、これだけは食べたことがあるという漢族も多い。
日本国内では現在、埼玉県さいたま市桜区、千葉県松戸市、東京都新宿区に専門店がある。2010年8月10日発売のアウトドア雑誌BE-PALでは、豚肉を羊肉の代用として用いた料理がウイグルのラグマンとして紹介されたが、同年10月10日に謝罪記事が掲載された。